# Akkoşan, Karakeçili
Akkoşan là một xã thuộc huyện Karakeçili, tỉnh Kırıkkale, Thổ Nhĩ Kỳ. Dân số thời điểm năm 2010 là 149 người.